# 冕冠 (中国)

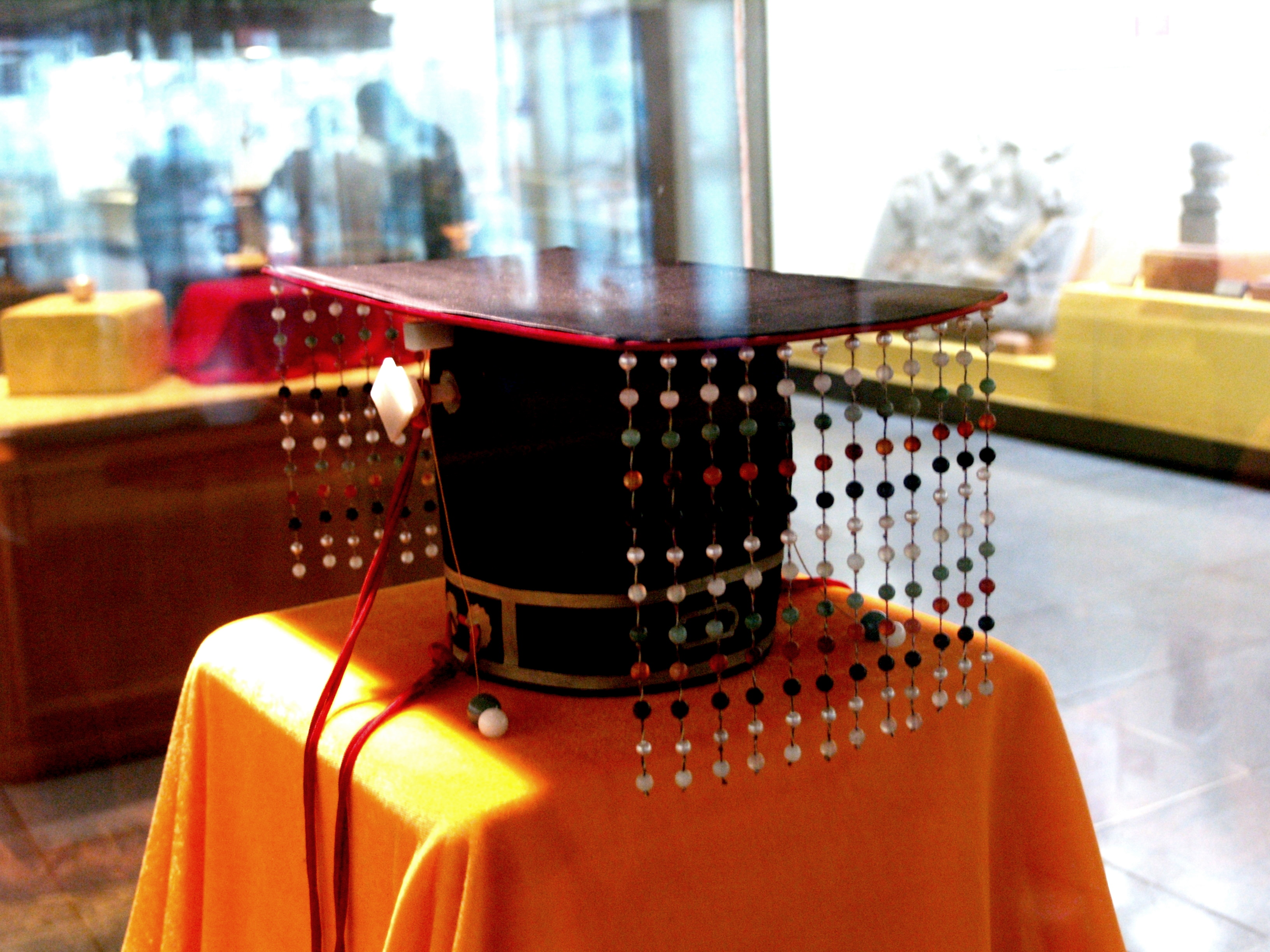
明朝の定陵（万暦帝の陵墓）から出土した冕冠

冕冠（べんかん、拼音: miǎnguān）は中国の皇帝から高級官吏までが主に祭祀の際にかぶった冠。通常は袞服（袞衣）とともに着用し、冠と衣服を併せて袞冕（こんべん）、冕服（べんぷく）ともいった。
中国では、冕冠は周で用いられていたが、秦の始皇帝はこれを廃止し（絵ではしばしば冕冠をかぶるが、後世の誤解である）、前漢でも使用されなかった。後漢の第2代明帝が永平2年（59年）に文献に基づき再興して以降、各王朝が祭祀および重要な儀礼に使用した。ただし根拠になる文献の記載および、その古注には相互矛盾があり、各王朝でたびたび改正がおこなわれた。
中国の冕冠は、古代から明代まで基本的な形状はほとんど変わらない。その形状は、冠の上に延（冕板）と呼ばれる長方形の木板を乗せ、冕板前後の端には旒（りゅう）と呼ばれる玉飾りを垂らした。旒の数は身分により異なった。冠側面から玉笄と呼ばれる簪を指し、底部には纓と呼ばれる組紐がつく。また冕板の中央には天河帯と呼ばれる細い帯がついた。冕冠は日本、朝鮮、ベトナムでも用いられた。

## 構造

中国の冕冠の構造

1. 延
2. 天河帯
3. 帽巻
4. 旒
5. 黈纊（とうこう）
6. 纓
7. 武
8. 玉笄

## 歴史

### 周
『周礼』春官宗伯に、王が着用する吉服（礼服）に関する記述があり、それによると、王は祭祀に応じて6種の吉服（六冕）を着用し、それぞれに対応する冕（冕冠）を身に着けた。昊天上帝を祀るときには大裘（だいきゅう）をまとい冕をかぶり、五帝を祀るときも同様である。先王を祀るときには袞冕（こんべん）、先公を祀るときや饗宴、射礼の際には鷩冕（べつべん）を着用する。四望の山川を祀るときには毳冕（ぜいべん）を着用し、社稷や五祀を祭るときには希冕（きべん）、その他の群小の祀りを祭るときには玄冕を着用する。当時は「冕冠」ではなく単に「冕」と称した。また、公・侯・伯・子・男といった諸侯から、孤（大臣クラス）、卿、大夫まで冕を着用した。
同じく『周礼』夏官司馬によると、弁師という役職は5つの冕を管理し、それぞれの冕の表は黒色、裏が朱色であり、延（冕板）、紐、5色の糸縄が12本付属する。
『礼記』の「玉藻」にも冕の解説がある。それによると、「天子は玉藻（ぎょくそう）、十有二旒、前後、延を邃（ふか）くす、龍巻（りょうこん）して以て祭る」とある。
藻とは糸縄（しじょう、絹糸）のことであり、それで玉を貫いて玉飾りを作り、それが冠に付くので、天子の冠（冕）が玉藻と呼ばれるのである。この玉藻には12本の旒があり、それが延（えん、冕板）の前後から計24本垂れている。延は冕冠の頂部にある板状の部分で、旒を支える役割を持つ。龍巻とは龍を描いた礼服（袞衣）である。
しかし、『礼記』の記述だけでは、玉の色や糸縄の色、長さは不明である。『礼記』の注釈書『礼記正義』のうち、鄭注（鄭玄の注釈）では、藻（糸縄）は様々な色からなり、天子の冕では五色であり、その長さは天子の肩に届く長さとする。しかし、玉の色については述べていない。
孔疏（孔穎達の注釈）では、天子の冕の玉は上から順に朱・白・蒼（あお）・黄・玄（くろ）の五色であり、各玉の間隔は1寸である。この組み合わせを1周（6寸）として2周するので、よって天子の冕の旒の長さは1尺2寸となる。公は9玉9寸、侯・伯は7玉7寸、子・男は5玉5寸であり、したがって階級に応じて旒の玉数や長さも異なる。
つまり、孔疏では、旒の糸縄も玉も多色であったと解釈されている。したがって、後述するように後漢の明帝のとき冕冠を復活させたが、このとき糸縄も玉も白一色としたが、これは古代とは異なっていたと指摘している。
鄭注も孔疏も、冕冠の実物や出土品に基づいたものではなく、儒教的理念に基づく経典の観念的解釈によるものであった。したがって、これらの古注は後世に大きな影響を与えながらも、各王朝ごとに冕冠の仕様が度々改変される原因にもなった。

### 秦
秦の始皇帝は周代の六冕を廃止して、袀玄（きんげん）と呼ばれる黒一色の礼服を導入した。しかし、冠を含めた袀玄の具体的な形状や細部については不明である。

### 前漢

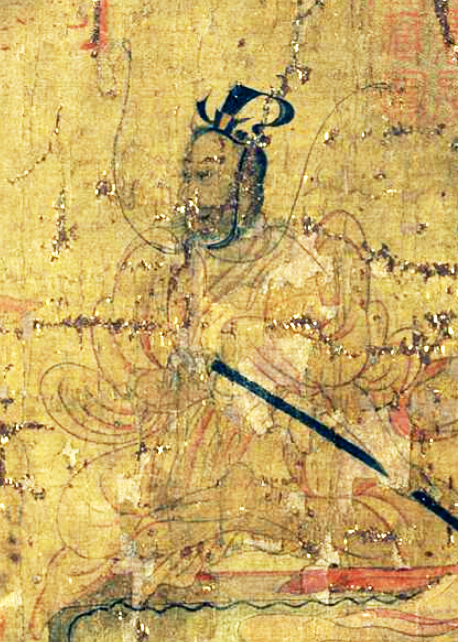
前漢の元帝。『女子箴図』より。

前漢には、長冠もしくは斎冠と呼ばれる冠が存在した。長冠の起源は、劉邦（高祖）が亭長であった頃に、竹の皮で作らせた冠に由来する。彼はのちに高い身分となった後もこれを被り続けたため、この冠は「劉氏冠」とも称された（『史記』）。

### 後漢
明帝のときに冕冠が復活したが、始皇帝がこれを廃止してから約300年が経過していたため、当時の具体的な仕様や作り方は不明となっていた。
『後漢書』輿服志（『続漢書』輿服志を後に合刻したもの）によると、再興された冕冠の冕板（延）は幅7寸、長さ1尺2寸、前縁は丸く、後縁は方形をしていた。冕板の表側は黒色、裏側は赤・緑色であった。
また、冕板から垂れる旒の長さは前4寸、後3寸とされた。旒の玉の色と数は、皇帝が白玉珠12旒、三公・諸侯が青玉7旒、卿・大夫が黒玉5旒であった。ただし、三公以下は前旒のみで後旒はなかった。

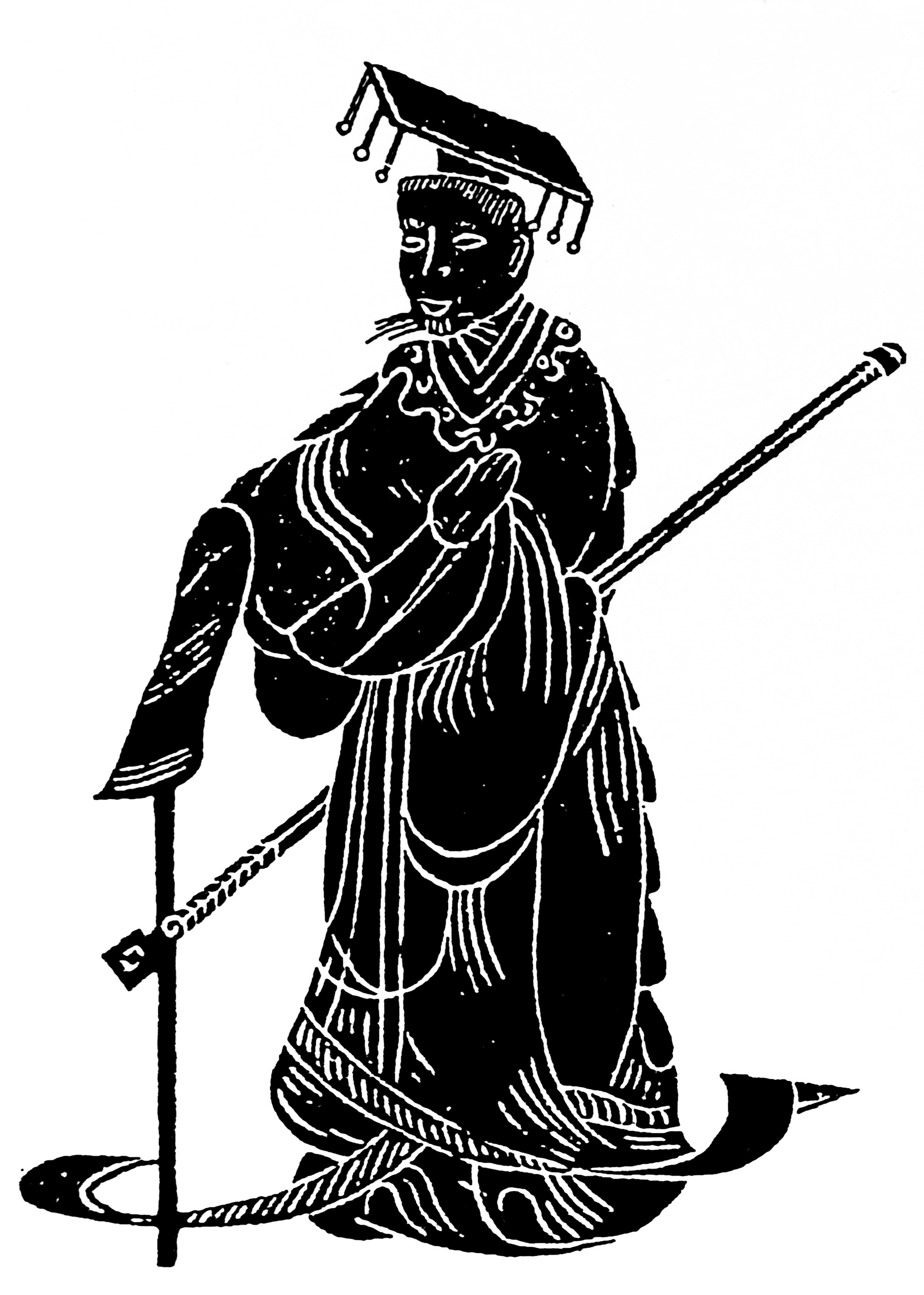
沂南画像石墓の冕冠をかぶる人物像

なお、後漢の蔡邕（132年 - 192年）の『独断』によると、このとき再興された皇帝の冕冠の一旒あたりの白玉珠の数は下端に1顆だけだったという。後漢末の山東省沂南画像石墓には、冕冠を被る人物の浮き彫りがあり、その旒の下端に1顆の玉珠が付いている。
また、黈纊（とうこう）と呼ばれる小さな耳当てが冠より垂下していた。
顧愷之の『女子箴図』には、前漢の元帝が描かれているが、着用している冠は通天冠と見られている。『後漢書』によると、通天冠は皇帝が普段着用する冠であった。同じく『後漢書』儒林列伝には、明帝が始めて通天を冠るとあるので、実際には通天冠は後漢から用いられるようになったと考えられる。

### 魏
『晋書』輿服志によると、魏 (三国)の第2代明帝（曹叡）は女性の飾りを好み、後漢の冕冠の旒が白玉珠であったのを、珊瑚珠に改めた。

### 晋
晋代の服制は基本的には後漢の制度を踏襲したものであったが、冕冠については変更が加えられた。『晋書』輿服志によると、黑介幘（黒の頭巾）の上に通天冠を被り、さらにその上に平冕と呼ばれる冕板を覆架する形式となった。つまり、後漢の代では、冕冠は帽子部分と冕板が一体型であったが、晋代になると、日常かぶる通天冠の上に、臨機に冕板を乗せる着脱式に変更されたと考えられている。
冕板は幅7寸、長さ1尺2寸、表は黒色、裏は朱色と緑色で、前が円形で後が方形であった。旒の玉珠は当初は魏の制度を踏襲して、翡翠、珊瑚、雑珠（様々な色の玉珠）であった。しかし、顧和が奏上して、「旧礼では、冕の十二旒には白玉珠を用いるが、現在美玉は得がたく、これを揃えるのは難しい。白璿珠（白い美しい玉）を用いてはどうか」と奏上し、これが採用された。皇帝の冕冠の旒の数は12旒であった。白璿珠が何を指すのか不明であるが、白玉珠より質の劣るものだったらしい。
平冕は、王公や卿も用いた。旒の数は王公が8旒、卿が7旒であった。

### 梁
梁でも、晋同様、冕冠は黒介幘の上から通天冠を被り、その上に平冕を重ねる形式、俗にいう「平天冠」であった。皇帝の平天冠は、白玉珠12旒、長さは前垂4寸、後垂3寸であった。冠の側面には、玉でできた耳栓「玉瑱」が垂下した。
天監7年（508年）、武帝（蕭衍）は『周礼』にあった六冕の最上位の「大裘冕（だいきゅうべん）」を再興した。裘は羊の毛皮のことであるが、再興された大裘冕の礼服は上衣が黒の絹布、下衣の裳は赤色で、いずれも文様や刺繍がなく、冕冠は旒のないものであった。

### 隋
隋の文帝（楊堅）は、天命を受けた際、瑞兆である赤雀が現れたことにちなみ、祭祀で着用する袞冕は従来通りとし、朝会（朝廷での儀式や会議）に用いる礼服は赤一色に改めた。冕冠は黒色で、白珠12旒が垂下し、纓、黈纊充耳（耳のそばに垂れる飾り）、玉筓（かんざし）が付属した。袞服は、上衣が黒色、裳が赤色であった（玄衣纁裳）。
大業元年（605年）、煬帝は梁同様、大裘冕を制定した。大裘の冕冠は冕板の表は青色、裏は朱色で、旒や纊（耳のそばの飾り）は施さなかった。

### 唐

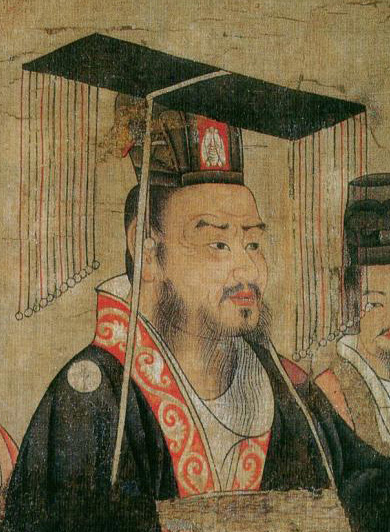
蜀の劉備。冕冠の額部に蝉の冠飾が付く。『歴代帝王図巻』より。

唐代には、当初皇帝の服装に大裘冕、袞冕、鷩冕、毳冕、繡冕、玄冕、通天冠、武弁、黑介幘、白紗帽、平巾幘、白帢の12種類があった。
大裘冕で使用する冕冠は、金飾がつき、無旒で、幅8寸、長さ1尺6寸であった。冕板の表は黒色、裏は朱色であった。玉簪、纓（組紐）が付属した。礼服の上衣は黒羊の毛皮、下衣は朱色の裳であった。
袞冕で使用する冕冠は、金飾がつき、白玉珠12旒で、黈纊 （ とうこう ）の耳飾り、玉簪、纓が付属した。鷩冕以下の冕冠も袞冕と同様で、着用する礼服の章の数で区別されていたと考えられる。
金飾が何を意味するのか不明であるが、閻立本『歴代帝王図巻』に描かれた冕冠には、額部に蝉の冠飾が付いているので、それを指してるのかもしれない。
第2代太宗（在位626年 - 649年）は上記に加えて、翼善冠と常服を制定して、皇帝の日常の服装とした。
顕慶元年（656年）、大裘冕が廃止され、袞冕で代用することにした。開元11年（723年）、第9代玄宗（在位712年 - 756年）は予定されていた儀式に使用するため、大裘冕と袞冕の2つを調進させたが、大裘冕は素朴で旒もなく、寒暑に通用するものではないとして、結局用いられなかった。以後、元日の朝会では袞冕と通天冠が用いられ、重要な祭祀では袞冕が用いられるようになった。他の礼服についても使用されなくなった。また、翼善冠はのちに廃止された。
皇太子の袞冕は白珠9旒、侍臣の袞冕は青珠9旒であった。

### 宋

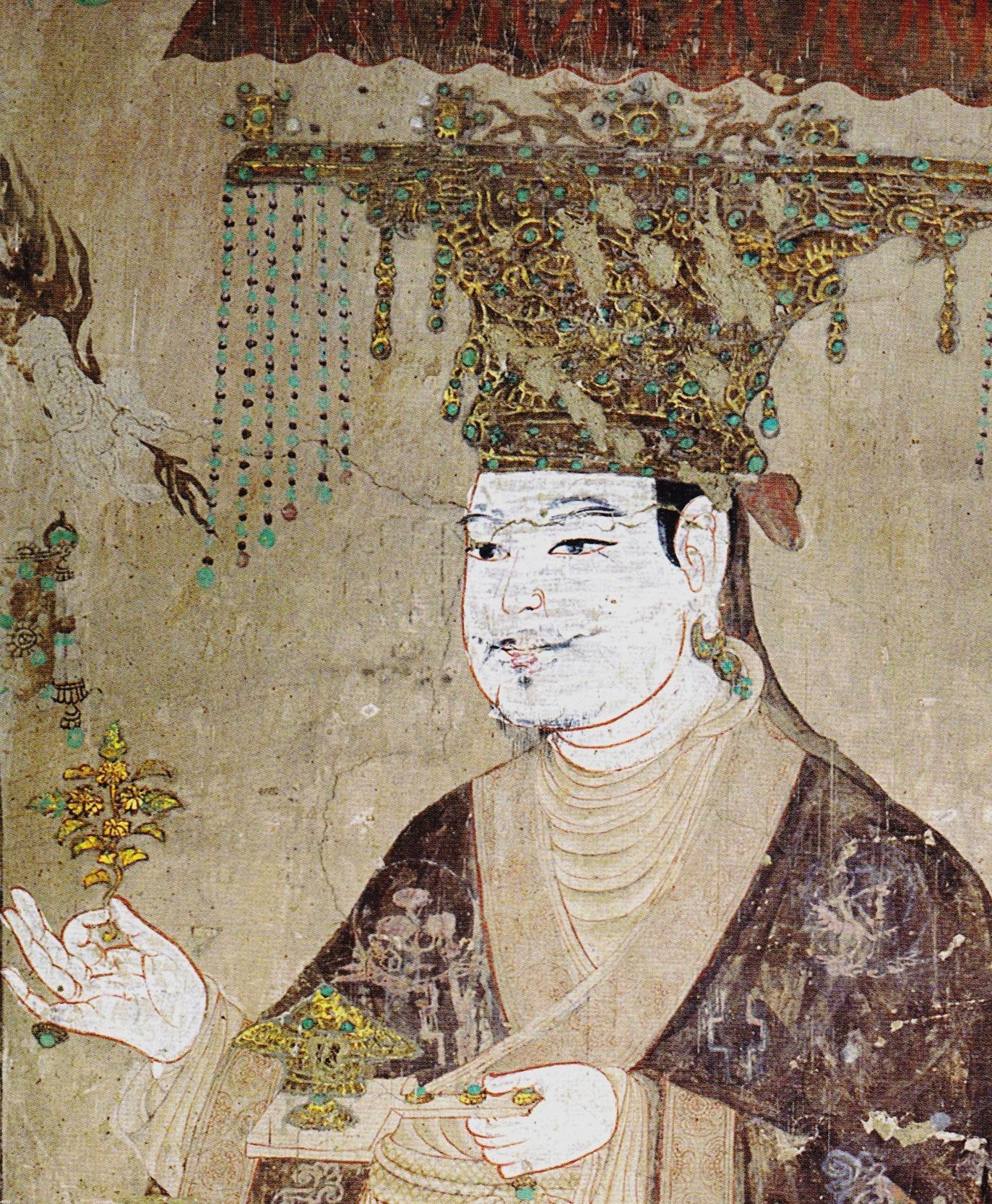
冕冠を被るホータン王国の王、李聖天。宋代の冕冠の特徴を表している。敦煌莫高窟の壁画。

宋代には、皇帝の服装に大裘冕、袞冕、通天冠、絳紗袍、履袍、衫袍、窄袍の6種類があった。
大裘冕は無旒で、幅は8寸、長さは1尺6寸で、冕板の前部は円形で後部は方形、前が低く寸二分下がっていた。冕板の表は黒色、裏は朱色で、素材は絹布であった。玉笄には朱紐がつき、玉瑱は黒紐で垂らされていた。
宋初期の冕冠は、五代の旧制に倣って豪華なものであった。冕冠の幅1尺2寸、長さ2尺4寸で、前後に12本の真珠の旒があり、冠側面には2本の紐で吊るされた纊（耳の傍らの飾り）があった。さらに碧い鳳凰が翡翠の旒をくわえ、それが前後に各12本、真珠の旒の外から垂れた。
冕板の表は龍鱗錦で覆われ、その上には北斗七星が玉で飾られ、冕板の側面には琥珀瓶と犀瓶がそれぞれ24個ずつ取り付けられた。冕板の周囲には金糸で編まれた網が施され、真珠や雑宝玉を飾り、冕板の裏地には紫雲と白鶴の錦が使われた。
帽子部分には、四本の支柱があり七宝で飾られ、帽子は紅い綾で裏打ちされていた。帽子側面には金で飾られた玉の簪を添え、赤色の組紐が付属した。冕冠は平天冠とも呼ばれた。
景祐2年（1035年）、仁宗のとき、豪華すぎる冕冠が修正されることになった。冕冠の幅は8寸、長さ1尺6寸に縮小され、翡翠の旒と鳳凰は削除され、前後の旒は合計48から24に削減された。天板（冕板）の琥珀瓶と犀瓶も削除された。冕板の表の生地は龍鱗錦から青い羅に龍鱗を描いたものに変更され、裏地も赤い羅に紫雲と白鶴を描いたものに変更された。その他の諸々の飾りも簡略なものに置き換えられた。
嘉祐元年（1056年）、王洙が冕冠が華美なので簡素にするよう奉言したので、礼院に調査させる詔が発せられ図も作らせ実際に制作もされたが、次第に元と同じような豪華なものに戻っていった。
政和になって、冕冠の仕様が改められた。冕版の幅は8寸、長さは1尺6寸、前の高さは8寸5分、後ろの高さは9寸5分となった。冕板の表は青色、裏は朱色で、前後にそれぞれ十二旒があり、各旒には五彩の藻（玉）が12あり、それぞれの間隔は1寸になった。青碧錦（せいへききん、青緑色の錦）で織られた天河帯の長さは1丈2尺、幅は2寸。朱色の絹紐で作られた纓（冠を結ぶ紐）があり、黈纊（とうこう）で耳を満たし、金で飾られた玉の簪を用い、長さは1尺2寸となった。

### 元
元でも冕冠は使用された。材質は漆紗（漆で塗られた紗）で、上部に綖（えん）と呼ばれる覆いがあり、表は青色、裏は朱色であった。綖の四周には雲龍の模様が巡り、冠の口の周囲には真珠が巻かれた。綖の前後には、それぞれ十二の旒があり、真珠で作られた。綖の左右には、黄色の黈纊がつけられており、玄紞（げんたん、黒い紐）で結び、玉瑱（ぎょくてん、玉の装飾）で支えられている。冠の周囲は、真珠で雲龍の模様が結びつけられ、通して翠柳（すいりゅう、緑色の柳）と調和するように珠が飾られた。綖の上には天河帯が横に一本通り、左右は地面に届いた。珠鈿窠という珠の網状の装飾があり、翠柳と朱色の絹の組み紐でつながれ、玉でできた簪で冠を貫いた。

### 明
洪武16年（1383年)、明の皇帝の袞冕が制定された。冕冠は、冕板が前部が円形、後部が方形で、前後に各12旒が垂下した。1旒あたり、5色からなる玉珠が12顆付き、各玉珠の間隔は1寸と定められた。紅糸からなる組紐、耳の傍らに垂れる黈纊の飾り、玉簪が付属した。洪武26年（1393年）、袞冕の制度が改定された。冕板は幅1尺2寸、長さ2尺4寸となった。
冕冠の遺品は、明の万暦帝が着用した冕冠が定陵から出土している。

### その他
中国を支配した漢民族以外の王朝も多くは冕冠を取り入れた。(漢民族王朝の祭祀体系を取り入れなかった遼や、モンゴル色の強いとされる元も取り入れている)しかし、満州族が建てた清王朝からは冕冠は中国では用いられなくなった。代わりに朝冠（ちょうかん、満州語：mahala）と呼ばれる満州族独特の冠が用いられるようになった。冠は傘のような形状で、冠最上部には朝珠と呼ばれる特別製の真珠をちりばめた飾りが付いた。

## ギャラリー

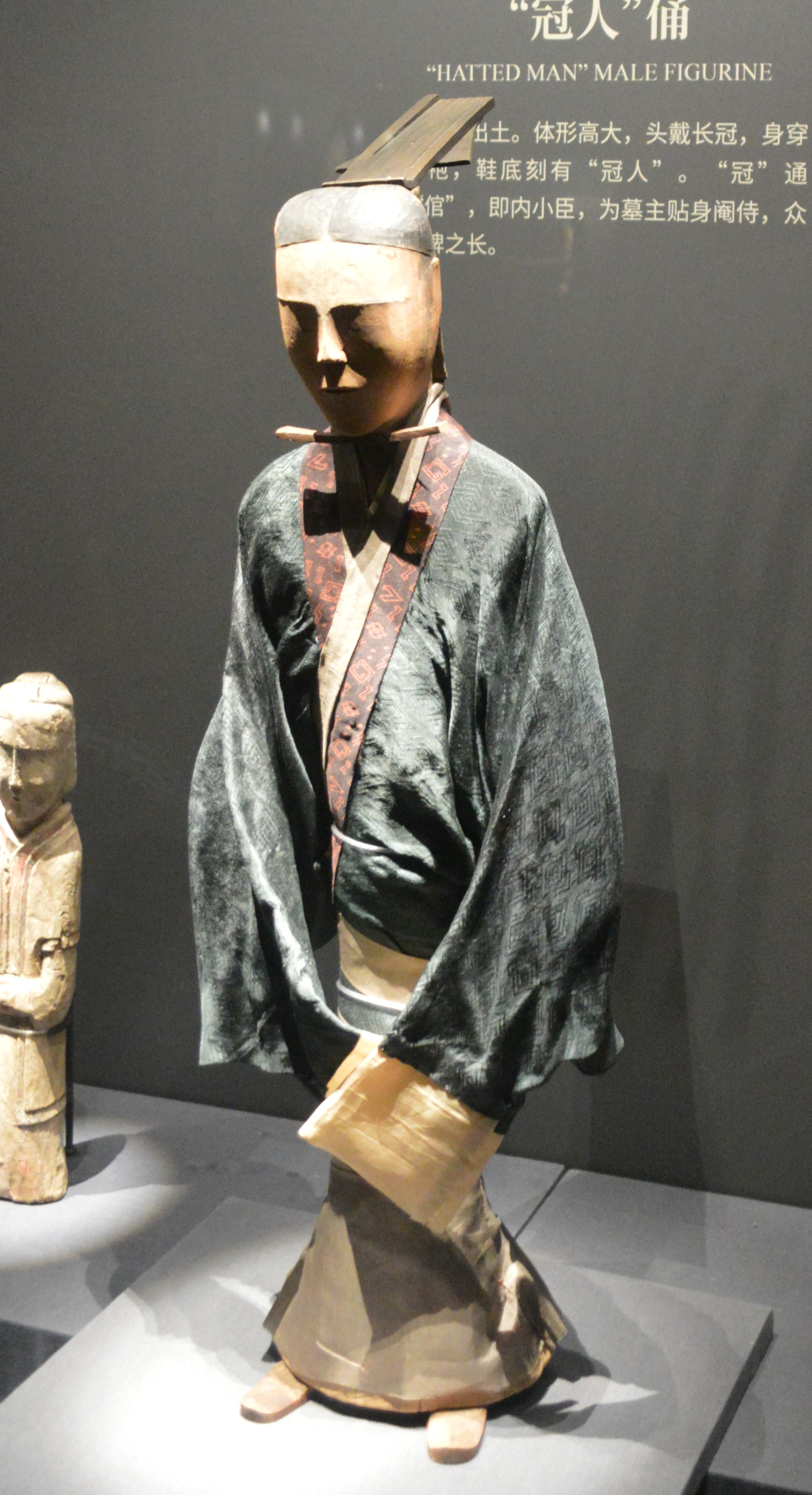
長冠をかぶる冠人俑、馬王堆漢墓出土，前漢、紀元前2世紀。
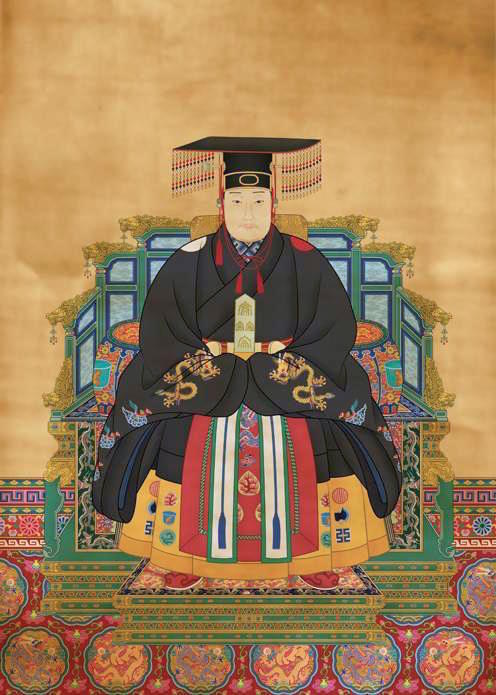
万暦帝の冕服像。

## その他の冠
中国は冠を身に着ける文化なので、階級、役職、時代で、多くの冠が存在した。
- 鳳冠 - 皇后が身に着けた冠（例：zh:凤冠 (定陵) - 定陵遺跡から出土した孝端顕皇后、孝靖太后の冠、各2）
- 紫金冠 - 年若い王子や将軍が身に着けた冠
- 委貌冠、通天冠（高山冠）、貂蝉冠、建華冠、梁冠、進賢冠、樊噲冠、卻敵冠、鶡冠、爵弁・・・など

## 冕冠（ベトナム）
ベトナムでも中国風の冕冠が使用されていた。

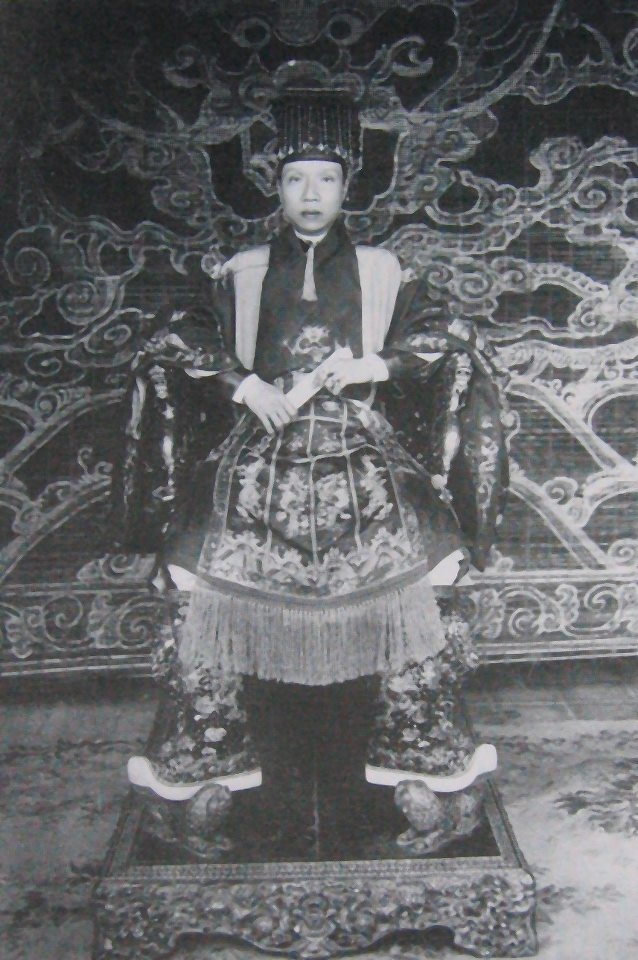
袞服・冕冠を着用した阮朝の啓定帝
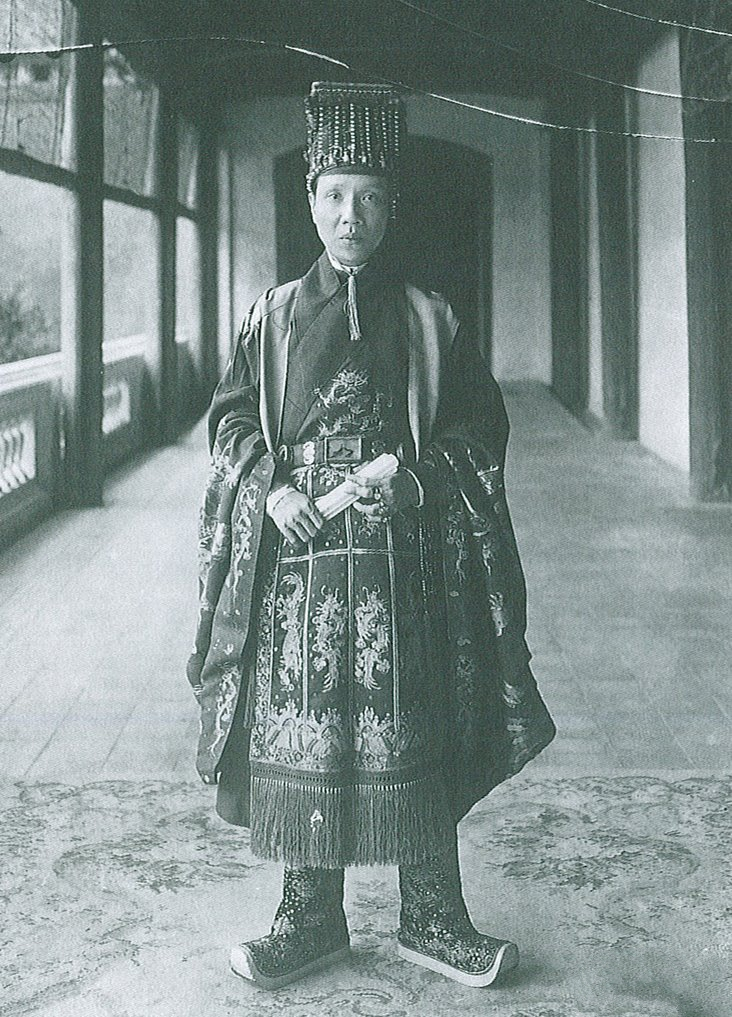
袞服・冕冠を着用した阮朝の啓定帝